# بخش باکمن، شهرستان موریسون، مینه سوتا
بخش باکمن (به انگلیسی: Buckman Township) یک منطقهٔ مسکونی در ایالات متحده آمریکا است که در شهرستان موریسون، مینه‌سوتا واقع شده‌است.
 بخش باکمن ۱۴۱٫۴ کیلومتر مربع مساحت و ۷۱۷ نفر جمعیت دارد و ۳۶۰ متر بالاتر از سطح دریا واقع شده‌است.